# Muzeum v přírodě Vysočina
Muzeum v přírodě Vysočina (dříve Soubor lidových staveb Vysočina) je součástí Národního muzea v přírodě v České republice. Organizuje sbírku nemovitých i movitých dokladů k dějinám lidové kultury, spravuje sbírkové předměty národopisného charakteru a v přirozené krajině umístěné objekty lidové architektury a technického stavitelství, dokumentuje lidovou kulturu národopisné oblasti Horácko a navazujících geografických regionů východních Čech (Chrudimsko a Litomyšlsko).
Sídlem správy muzea je Hlinsko v okrese Chrudim náležejícím do Pardubického kraje, muzeum v přírodě představuje specializovanou expozici vesnického prostředí Veselý Kopec a objekt vesnické památkové zóny Svobodné Hamry v obci Vysočina a vesnickou památkovou rezervaci lidové architektury Betlém v centru města Hlinsko.
Vznik muzea v krajinné oblasti Železných hor souvisí se záchranou významných lidových a technických staveb 18. až 20. století v severní části Českomoravské vrchoviny (Hlinecko a Svratecko, národopisná oblast Horácko), také na Chrudimsku, Litomyšlsku a v okolí Poličky.
Památky lidového stavitelství ohrožené zánikem v původním místě postupně přeneseny do přírodního areálu na Veselém Kopci, později náležející do péče Národního památkového ústavu. Specializovaná muzejní expozice lidové kultury ve volné přírodě, též nazývaná skanzen podle švédského vzoru, budována od 70. let 20. století, v roce 1972 zpřístupněna veřejnosti pod původním názvem Soubor lidových staveb a řemesel Vysočina.
Zakladatelem muzea v přírodě Luděk Štěpán (19. 8. 1932 – 12. 5. 2017), původně stavební technik a dobrovolný památkář, později regionální historik a pracovník v oblasti ochrany kulturních památek lidového stavitelství v Pardubickém kraji, v letech 1982–1992 vedoucí správy muzea, od roku 1982 s názvem Soubor lidových staveb Vysočina se sídlem ve Svobodných Hamrech.
Součástí muzea se staly v roce 1989 architektonicky unikátní venkovské domy v části urbanistického celku Betlém (od roku 1995 památková rezervace) v centru města Hlinsko, od roku 1997 sídlo muzea, s expozicemi Veselý Kopec a Betlém Hlinsko.
Soubor lidových staveb Vysočina dne 9. prosince 2003 prohlášen Ministerstvem kultury České republiky za kulturní památku ve správě Národního památkového ústavu, od roku 2013 až do 10. prosince 2018 muzeum začleněno pod Územní památkovou správu na Sychrově, pečující o kulturní památky také v Pardubickém kraji.
S účinností od 11. prosince 2018 je organizační složkou Národního muzea v přírodě, příspěvkové organizace Ministerstva kultury České republiky.

## Historie

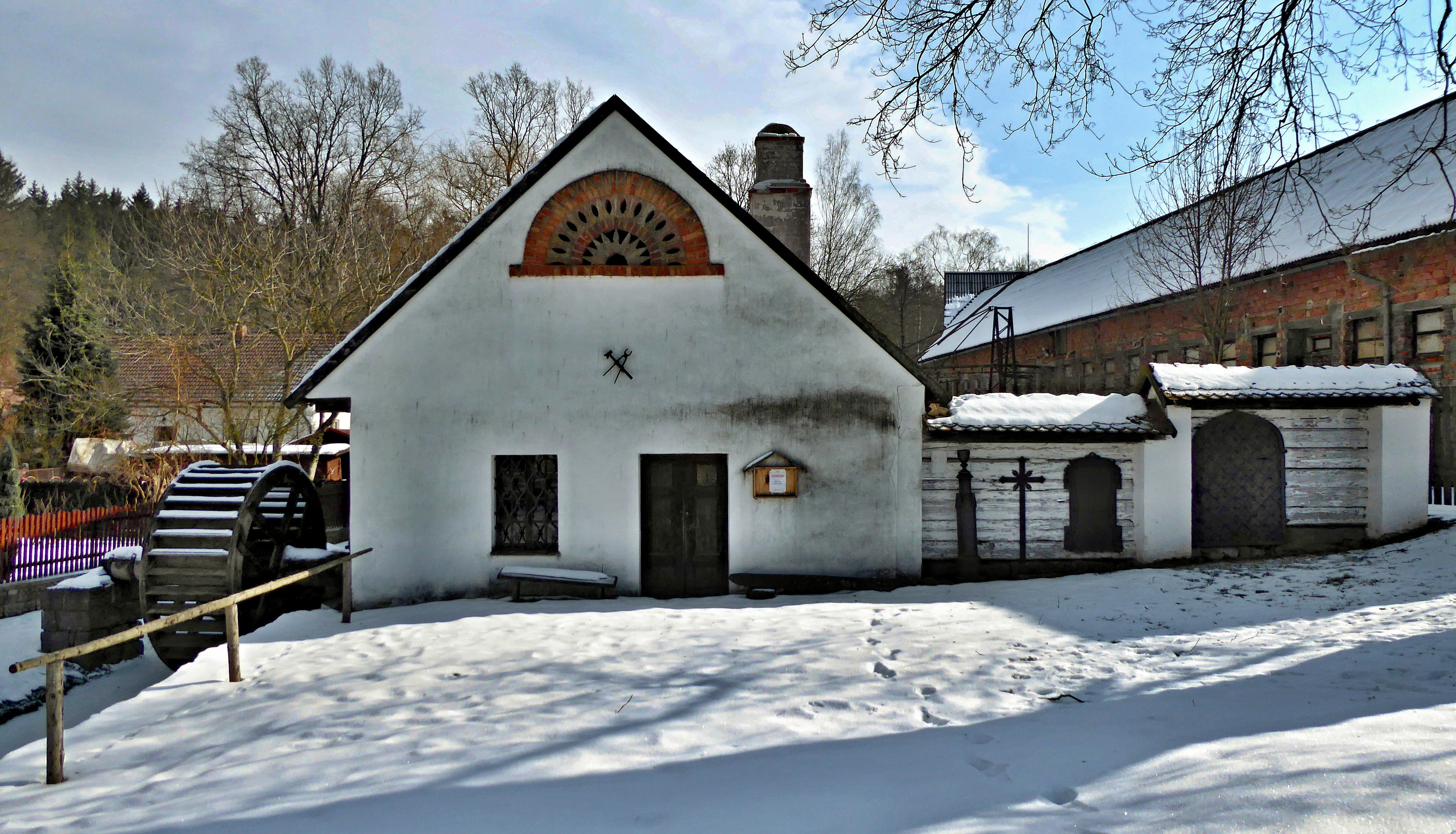
Vodní kovací hamr a mlýnice ve Svobodných Hamrech, obnovovaný v 70. letech 20. století, patří mezi první zachráněné památky technického stavitelství

Vznik muzea v přírodě je spojen s osobou Luďka Štěpána (1932–2017), dobrovolného konzervátora kulturních památek v okrese Chrudim v 50. až 60. letech 20. století. Zabýval se lidovým stavitelstvím a historií technických staveb, včetně dopravních cest. Na koncepci muzea v přírodě spolupracoval také s Valašským muzeem v přírodě v Rožnově pod Radhoštěm, konzultanty například Jaroslav Štika (1931 – 2010), etnograf a v letech 1972 až 1999 ředitel muzea a Jiří Langer, muzejní pracovník, etnolog a čestný člen České národopisné společnosti.
Záchranu lidových a technických staveb podporoval odbor kultury bývalého Okresního národního výboru v Chrudimi a Okresní muzeum v Chrudimi. Obnovu památek a později expozici lidového stavitelství a technických staveb na Veselém Kopci v letech 1972–1981 budoval aktiv dobrovolníků, měla prezentovat soubor staveb v oblasti vymezené spojnicí měst Chrudim – Vysoké Mýto – Litomyšl – Polička – Svratka – Chotěboř – Chrudim.
Mezi první zachráněné technické stavby patřila Králova pila a vodní mlýn na řece Chrudimce ve Všeradově, v části Milesimov. Vodní mlýn a pila s unikátní technologií a strojním zařízením byl památkově chráněn od roku 1958, koncem 60. let 20. století, přičiněním Luďka Štěpána s aktivem dalších památkářů, znovu sestaveno umělecké složení mlýna, postavena dvě vodní kola na spodní vodu a po úspěšné dokumentaci a konzervátorské práci zpřístupněn v letech 1969–1983 veřejnosti (v současnosti soukromý objekt v lokalitě s místním jménem Králova Pila, veřejnosti nepřístupný).
V roce 1969 navrhl a v letech 1971–1972 realizoval Luděk Štěpán s dobrovolníky opravu zemědělské roubené usedlosti z počátku 17. století v sídelní lokalitě Veselý Kopec, tehdy tzv. Pilnovo stavení čp. 4 v soukromém vlastnictví. Po dohodě s původními majiteli bylo částečně zpřístupněno veřejnosti v roce 1972, světnice tkalce a stodola se stala první expozicí lidového stavitelství a také jedinou původní kulturní památkou postavenou na Veselém Kopci. Záměrem bylo postupně přemístit do lokality další lidové a technické stavby a vybudovat muzeum v přírodě, původně nazvané Soubor lidových staveb a řemesel Vysočina.

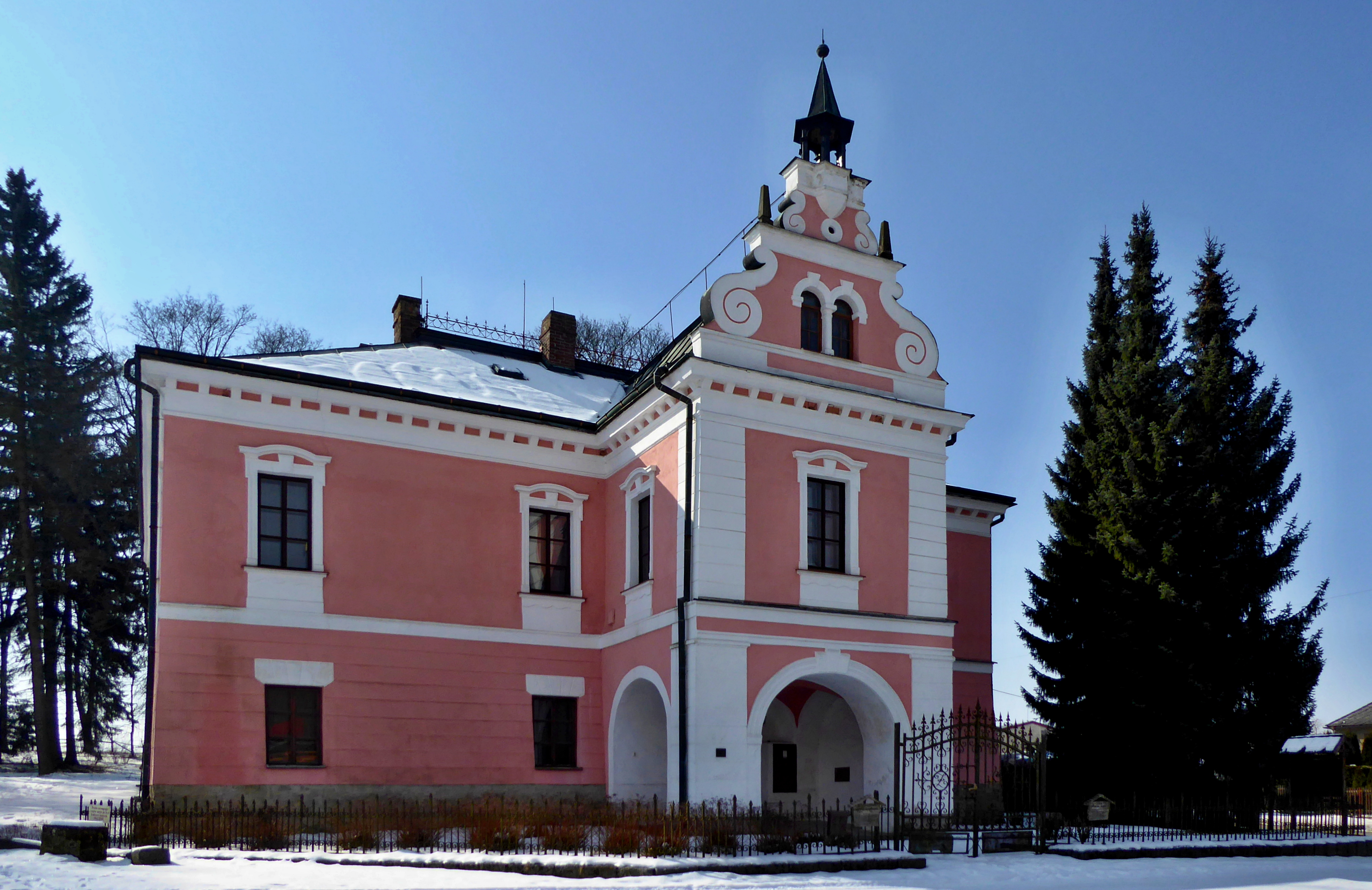
Venkovský zámek ve Svobodných Hamrech, v letech 1982 až 1996 sídlo profesionalizovaného muzea

Mezi první přenesené stavby do expozice na Veselý Kopec patří suška lnu (pazderna) z konce 18. století s historickým otopným zařízením a původním vybavením z Pasek u Všeradova, suška ovoce z počátku 19. století, drobná stavba k dosoušení sesbíraného ovoce ze Stříteže u Skutče a polygonální – čtrnáctiboká stodola z konce 17. století, významná technická památka a jediná svého druhu v Evropě, ze Sádku u Poličky, v roce 1985 v expozici 25 objektů.
Několik obnovených staveb v obci Vysočina (mimo expozici Veselý Kopec) také v částech Dřevíkov (roubené stavby, židovský hřbitov) a Možděnice (bývalá kovárna, škola a kopie dřevěné zvoničky, v lokalitě původně předpokládaný projekt expozice tradičních řemeslných dílen nebyl realizován).
Ve Svobodných Hamrech (od 22. září 1995 vesnická památková zóna) v letech 1976 až 1980 rekonstruována stavba se zařízením na vodní pohon, vodní kovací hamr a mlýnice s dochovanou technologií, pozůstatek železářské hutě a vodního mlýna (památkově chráněn od roku 1993). V 70. letech 20. století postupně opravován také od roku 1958 památkově chráněný venkovský zámek s renesanční dispozicí (původně tvrz), v letech 1982 až 1996 sídlem správy muzea (v rámci restitucí v 90. letech 20. století vrácen do soukromého vlastnictví).
V roce 1981 muzeum v přírodě převzato do správy bývalým Krajským střediskem státní památkové péče a ochrany přírody, později Státní památkový ústav v Pardubicích.
Dnem 1. ledna 1982 muzeum profesionalizované pod názvem Soubor lidových staveb Vysočina se sídlem ve Svobodných Hamrech, vedoucím v letech 1982–1993 Luděk Štěpán a v letech 1994–1996 Ing. Petr Kolek.

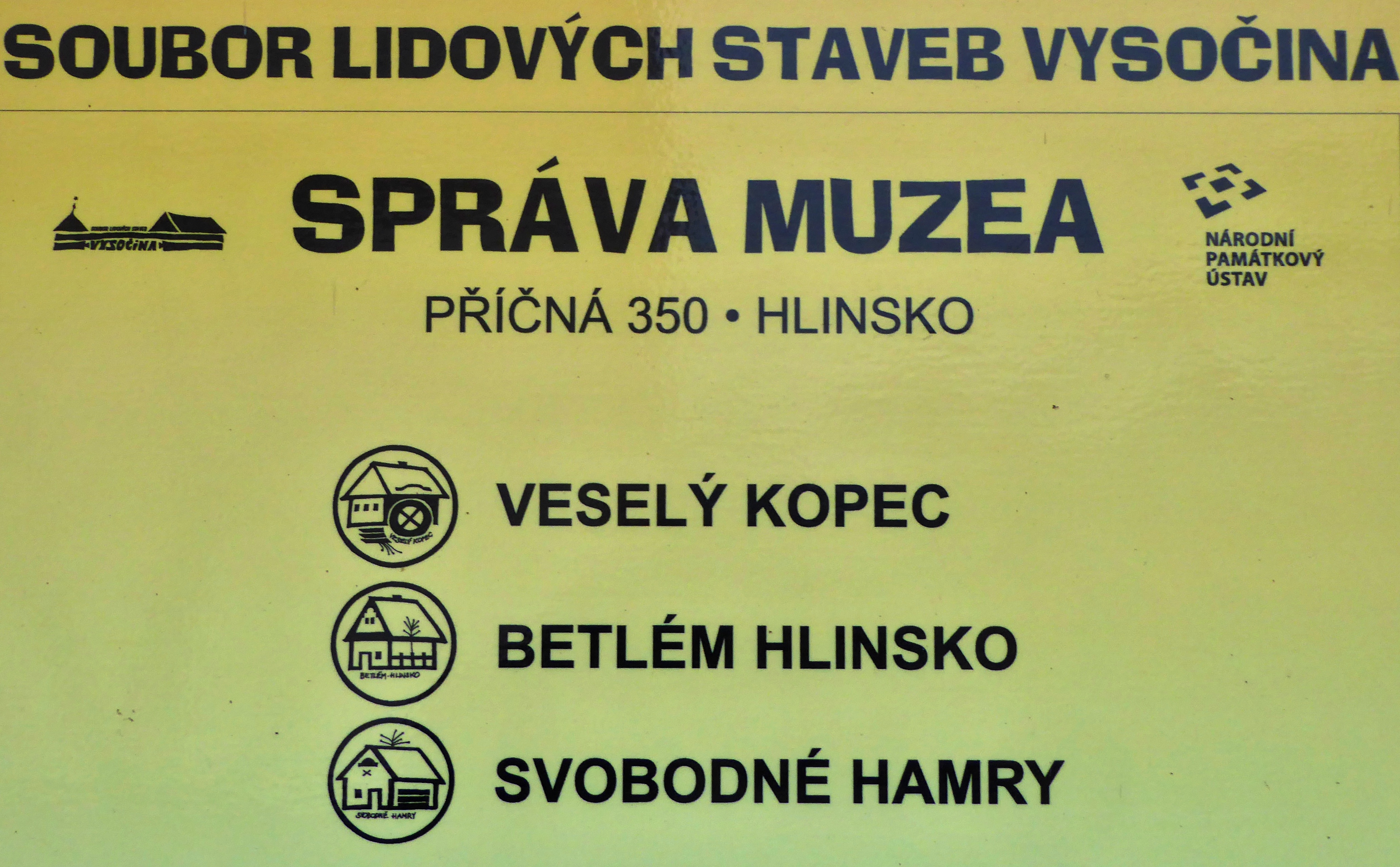
Označení muzea na budově sídla v Hlinsku, v letech 1997 až 2018 pod názvem Soubor lidových staveb Vysočina

V roce 1997 sídlo správy muzea přemístěno do Hlinska, do zrekonstruované budovy u vstupu do památkové rezervace lidové architektury s názvem Betlém, ve funkci vedoucí a kastelánky PhDr. Ilona Vojancová, patřila mezi dobrovolný aktiv památkářů již jako studentka gymnázia, po profesionalizaci muzea zastávala v letech 1982–1996 funkci etnografky Souboru lidových staveb Vysočina.
Sbírková činnost muzea od 70. let 20. století, nejdříve sestávající především z darovaných předmětů, od roku 1981 cíleně prováděná, sbírkové předměty též restauruje, konzervuje a představuje v průběhu obměn ve stálých expozicích nebo pořádaných výstav (až 1500 sbírkových předmětů ročně). Muzeum také publikuje získané poznatky z oblasti lidové kultury, představuje kulturní památky z území jeho působnosti, pořádá tematické výstavy, odborné semináře i konference.
V roce 1989 se muzeum podílelo na záchraně architektonicky významných venkovských domů v části urbanistického celku Betlém v centru města Hlinsko, v roce 1990 prohlášeno 16 tradičních staveb za nemovité kulturní památky a v roce 1995 na území města vyhlášena památková rezervace Betlém (v ní celkem 23 domů roubených, poloroubených i částečně zděných s klasicistními prvky, některé do současné doby obydlené, celkem 13 objektů ve vlastnictví muzea, mimo památkovou rezervaci objekt sídla správy).

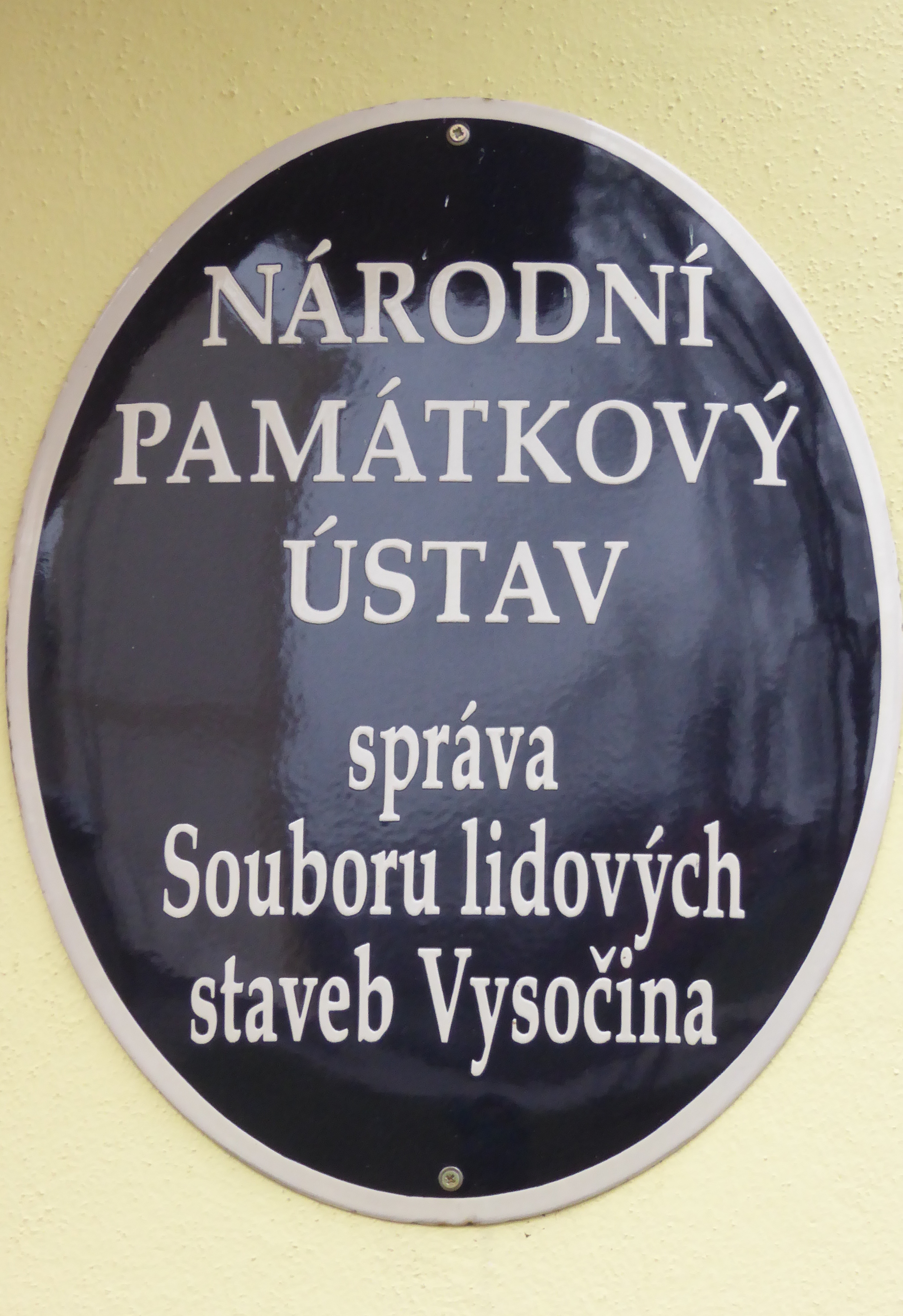

Po vzniku Národního památkového ústavu v roce 2003 muzeum formálně jeho součástí, v rámci „Koncepce účinnější péče o tradiční lidovou kulturu” se od roku 2004 stalo „Regionálním pracovištěm pro tradiční lidovou kulturu Pardubického kraje”, s výzkumnou a metodickou činností a odborným pracovištěm hmotné i nehmotné lidové kultury na Českomoravské vrchovině, zejména pro oblast Železných hor.
V rámci Národního památkového ústavu náleželo od roku 2013 do 10. prosince 2018 pod Územní správu památkové péče na Sychrově, pečující také o kulturní památky v Pardubickém kraji. Muzeum je členem Asociace muzeí a galerií České republiky a Českého svazu muzeí v přírodě.
Rozhodnutím ministra kultury ze dne 11. prosince 2018 začleněno ve formě organizační složky s názvem Muzeum v přírodě Vysočina do Národního muzea v přírodě, příspěvkové organizace Ministerstva kultury České republiky, zřizovací listinou orientováno na národopisnou oblast Horácko a navazující geografické regiony, Chrudimsko a Litomyšlsko. Ředitelkou Muzea v přírodě Vysočina se stala PhDr. Ilona Vojancová.
Dnem 1. července 2020 došlo k organizačním změnám, dosavadní ředitelka PhDr. Ilona Vojancová byla na vlastní žádost (rodinné důvody) uvolněna z funkce ředitelky a převedena na funkci vědecké pracovnice muzea. Ke stejnému datu byla jmenována její dřívější zástupkyně PhDr. Magda Křivanová, absolventka Filosofické fakulty (obor historie) Univerzity Palackého v Olomouci, do funkce ředitelky Muzea v přírodě Vysočina.

## Veselý Kopec – muzeum v přírodě

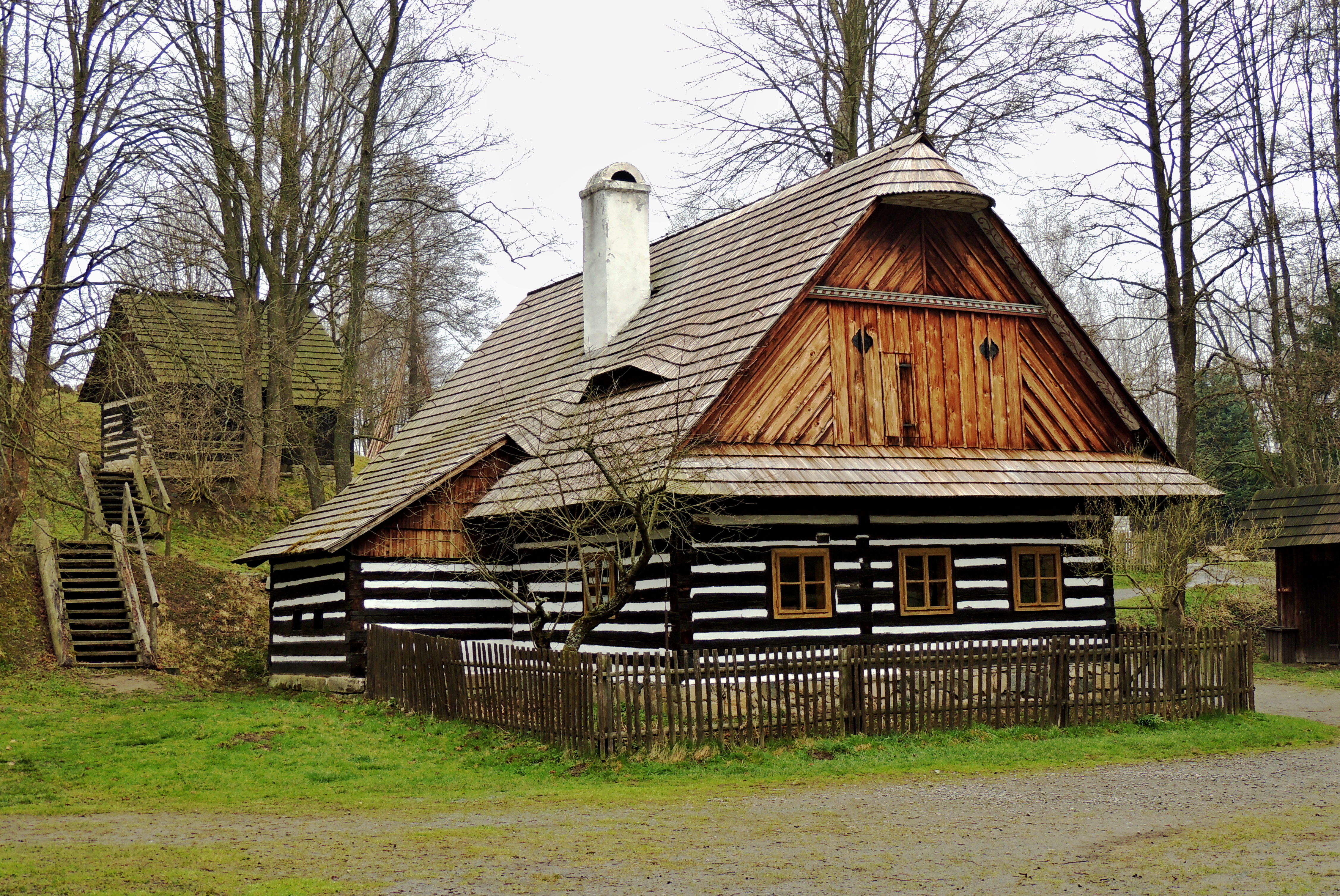
Vodní mlýn do expozice Veselý Kopec přenesen z Oldřetic u Skutče

Do přírodního areálu na Veselém Kopci byly přemístěny významné stavby lidové architektury z období od poloviny 18. století do poloviny 19. století především z okolí Hlinska, Poličky a Litomyšle. Kolem jediného dochovaného tzv. Pilnova stavení (čp. 4) s haltýřem, dokládající lidové stavitelství v oblasti Železných hor, byla postupně vystavěna vesnice z přenesených objektů různého původního využití.
V expozici například:
- vodní obilní mlýn s českým složením a s unikátní varnou povidel a stupníkem na vodní pohon,[21] zpřístupněný v roce 1978, bývalý Burešův mlýn přenesený z Oldřetic u Skutče[22] na místo původního mlýna shodného typu z konce 16. století, který v roce 1909 vyhořel,[23]
- chalupa drobných zemědělců s hospodářským příslušenstvím z Lezníku u Poličky, s expozicí bydlení a způsobu hospodaření ve druhé polovině 19. století,[24]
- poloroubená chalupa z počátku 19. století a s nápisem na záklopu „Tento Domek gest vyzdviženeg s pomocy Pana Boha nákladem Wencl Gregora leta páně 1821“, pocházející z Herálce,[25]
- špýchar k uskladnění obilí a nářadí ze Stanu, části Vítanova, přenesený v roce 1976,[26]
- roubený ovčín přenesený v roce 1978 z Hradiště u Nasavrk,[27]
- čtyřboká stodola z Krouny, v roce 1974 přemístěná do skanzenu,[28]
- lidová dřevěná kaplička z přelomu 19. a 20. století ze Rváčova (část obce Vysočina),[29]
- jedinečné technické památky na vodní pohon, kromě vodního mlýna i pila, tzv. jednuška z roku 1854, přenesená z Dolní Sloupnice, do roku 1934 poháněná vodním kolem a poté Kaplanovou turbínou, až do roku 1950 pila v činnosti,[8]

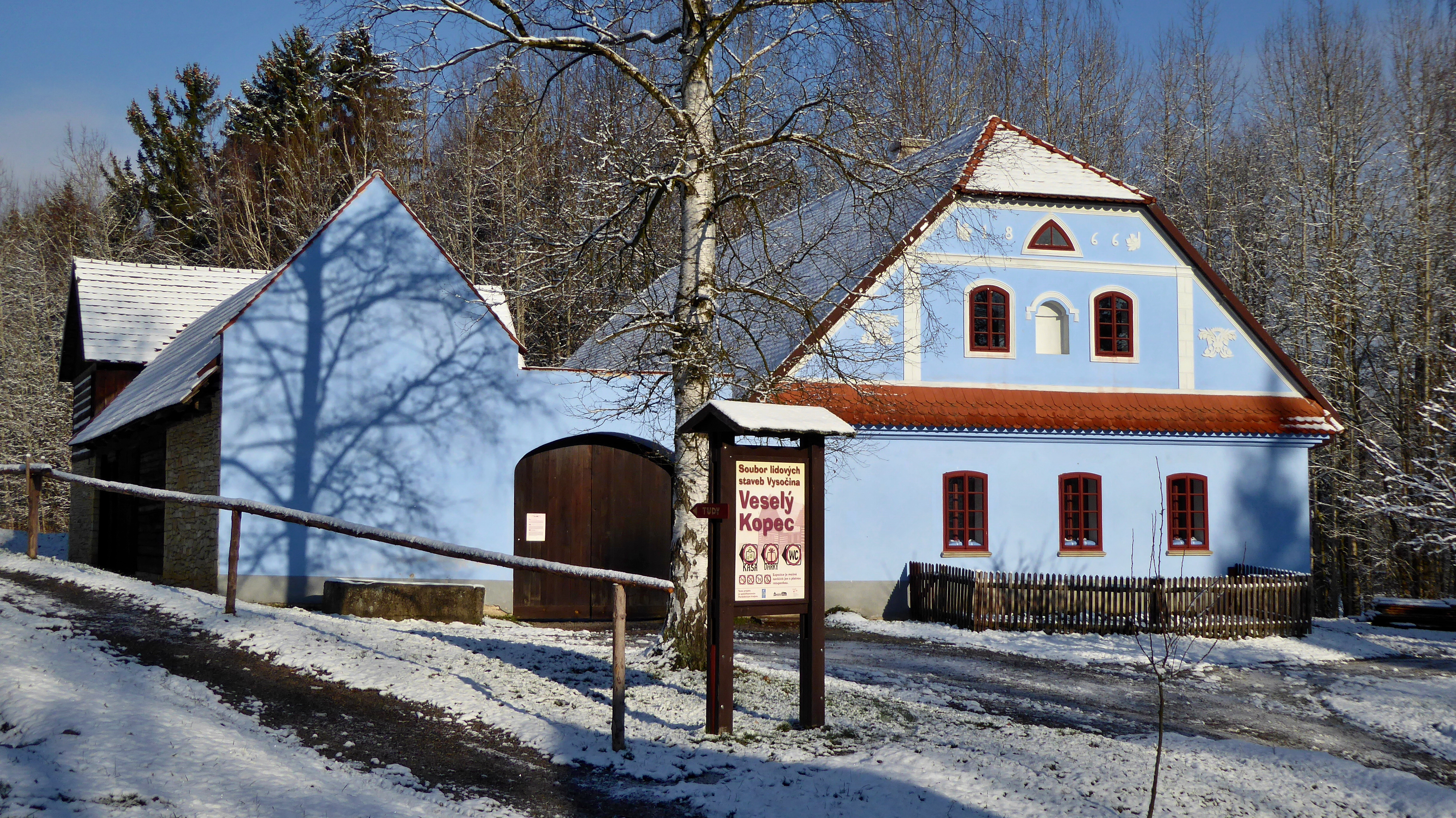
Statek z Mokré Lhoty, rekonstrukce v expozici Veselý Kopec zachovává stavební stav po roce 1866

- Statek z Mokré Lhoty, rekonstrukce v expozici Veselý Kopec zachovává stavební stav po roce 1866velká zemědělská usedlost ze druhé poloviny 19. století, pocházející z malé vesnice Mokrá Lhota (část obce Nové Hrady v okrese Ústí nad Orlicí), rozsáhlou stavbu tvoří zděný dům se zdobeným štítem ve vrcholu s okénkem ve tvaru lunety a datováním 1866, opatřený barevným nátěrem, hospodářská stavení a uzavřený dvůr. Zděný statek v Mokré Lhotě vybudován na místě původně dřevěné usedlosti ještě se stodolou, v průběhu 20. století byla odstraněna a na usedlosti prováděny stavební úpravy. V roce 1995 započaty přípravné práce na záchranu stavby, po zpracování dokumentace 60% objektu postupně přemístěno do expozice na Veselém Kopci, doplněno kopií objektu, v roce 2001 dokončeny stavební práce a v roce 2002 terénní úpravy.[8] Od 9. prosince 2003 je objekt památkově chráněn.[30]

Některé drobné lidové stavby jako jsou stoupy poháněné vodou (strojní zařízení k drcení nebo roztloukání materiálu), například na kroupy nebo v podobě stupníku na tříslo z počátku 19. století z Klešic u Heřmanova Městce, drtil smrkovou kůru k získání třísla pro zpracování kůží, olejna z konce 18. století, původně v lokalitě s místním jménem Damašek v Pusté Rybné, v provozu až do roku 1936, nebo varna povidel jsou středoevropské unikáty.
Expozice Veselý Kopec v rámci Muzea v přírodě Vysočina dokumentuje každodenní život na venkově ve druhé polovině 18. a v první polovině 19. století a dokládá řemeslnou zručnost a um obyvatel přizpůsobujících svůj život přírodním podmínkám a možnostem daným příslušnou dobou. Většina exponátů je soustředěna v přírodním areálu na Veselém Kopci, expozice je přístupná veřejnosti sezónně a v průběhu tematických akcí pořádaných v areálu muzea.

## Hlinsko – památková rezervace Betlém

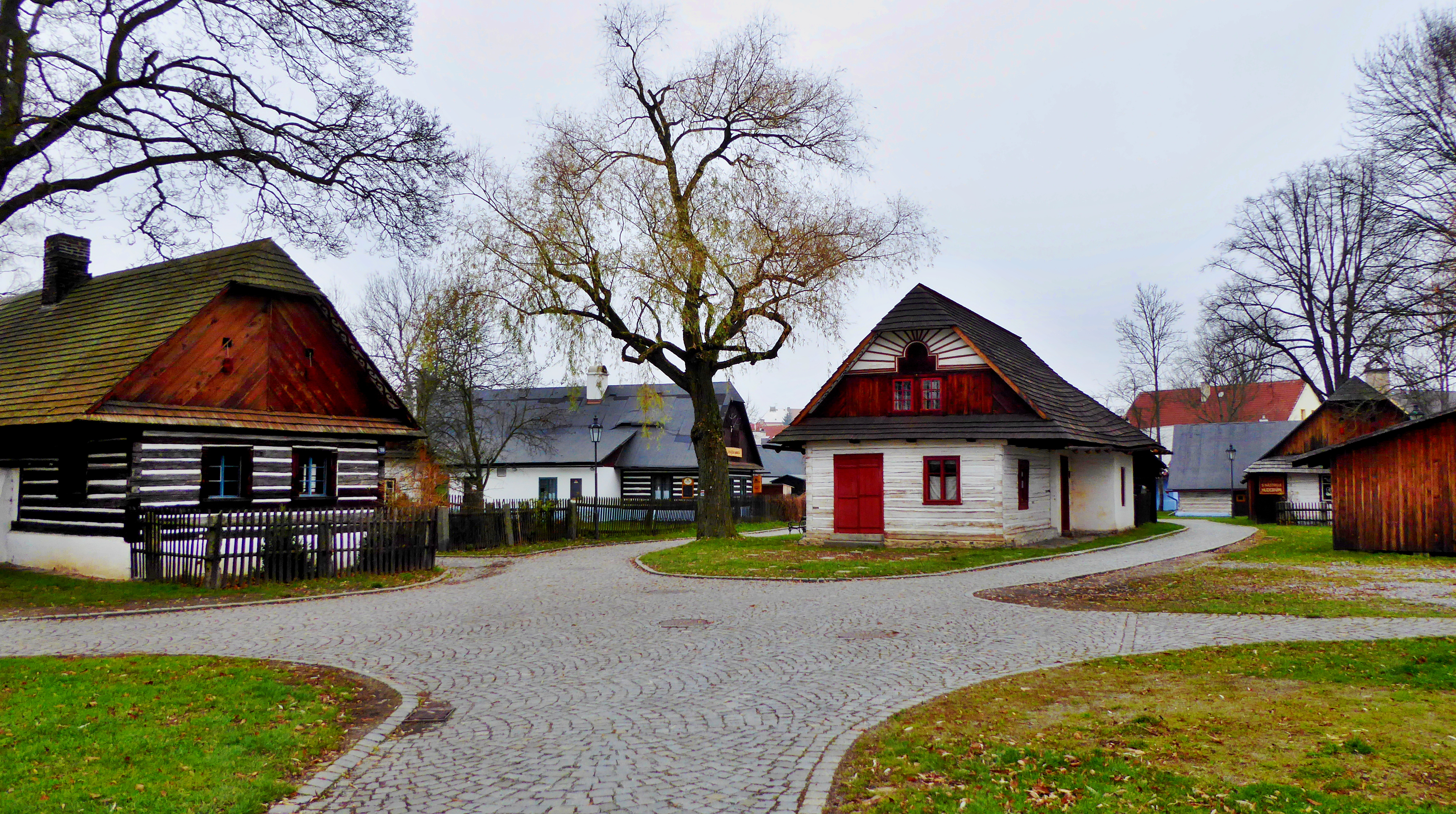
Památková rezervace Betlém, vlevo nejstarší dochovaný domek čp. 159 z roku 1765, vpravo kopie domu z Hlinska na místě zbořené stavby čp. 165 (vlastnictví Města Hlinsko)

Vesnická památková rezervace Betlém tvoří samostatný ucelený soubor lidové architektury vesnického typu, sestávající z původních roubených staveb řemeslníků, později i továrních dělníků, vybudovaných na pravém břehu řeky Chrudimky v centru města Hlinsko. V areálu památkové rezervace jsou pravidelně pořádány programy zaměřené na lidové obyčeje, tradiční svátky, folklórní veselice, také s prezentací původních řemesel i ukázkami lidové stravy.
Expozice je veřejnosti otevřená celoročně, v původním stavení čp. 180 z počátku 19. století, ve kterém byla provozována pekařská živnost, je v současnosti prodejna lidových výrobků, pokladna muzea a k dispozici odborný průvodce. V areálu se nachází turistické informační centrum města Hlinsko.
Historie lidových staveb v urbanistickém celku s místním jménem (oikonymum) Betlém je spojená s rozvojem řemesel v průběhu 18. století. Na původně obecních pastvinách byly vybudovány venkovské chalupy drobnými řemeslníky. Úzké uličky oddělovaly jednotlivá stavení, nejprve rodin hrnčířů a domácích tkalců, později malé domky obývali další řemeslníci, například cukrář, krejčí, pekař, sedlář, švec, truhlář a další. Obydlí mělo zpravidla jednu obytnou světnici, síň a komoru, některé také přístavek, například chlívek pro drobné zvířectvo apod.

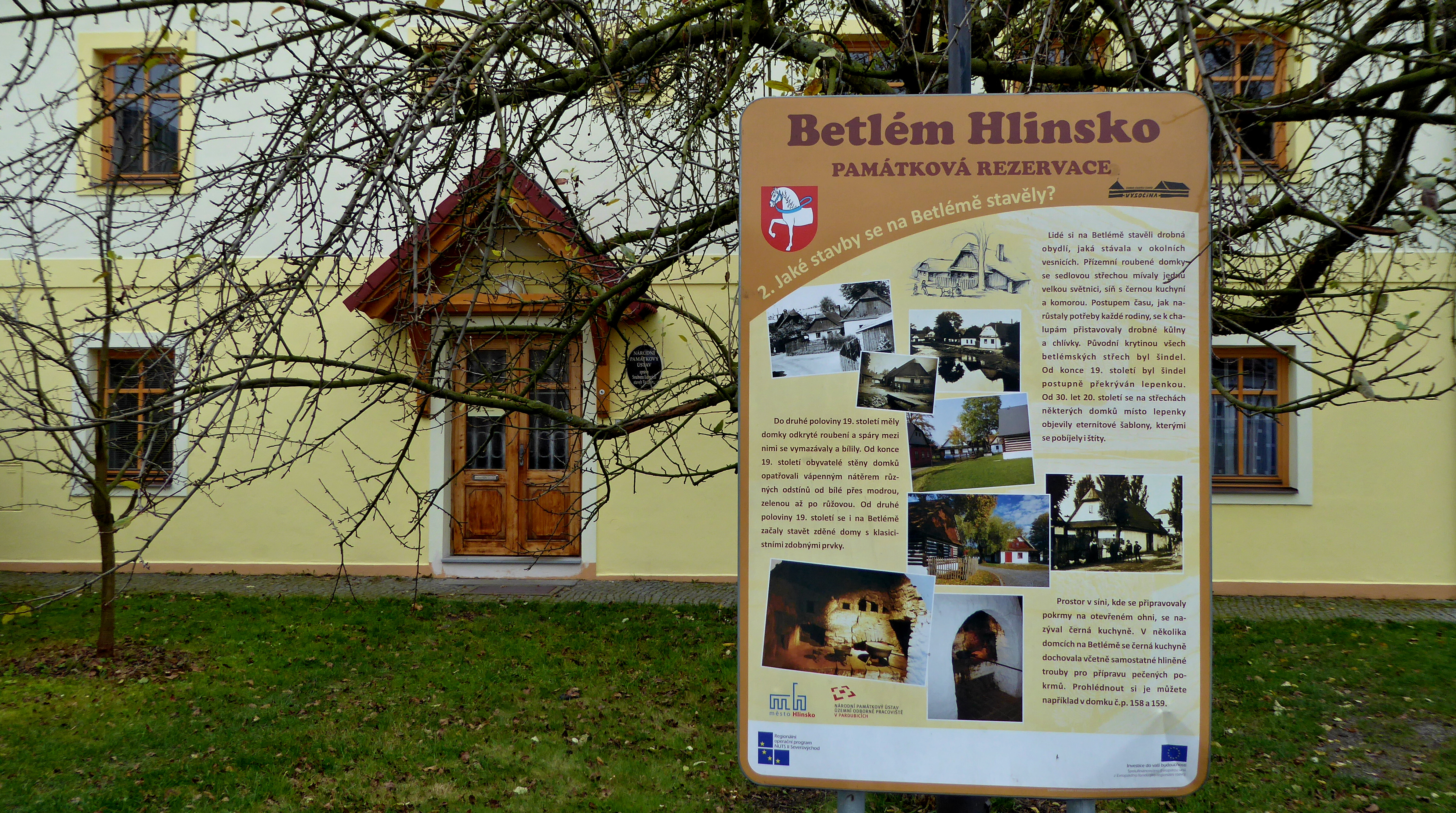
Sídlo správy muzea u vstupu do areálu památkové rezervace Betlém v Hlinsku, Příčná 350

V průběhu 19. století, s rozvojem továren v Hlinsku, se do lokality stěhovali také tovární dělníci. Na přelomu 19. a 20. století docházelo ke stavebním úpravám obydlí a přezdívání původně dřevěných částí staveb, ve 20. století se pro další úpravy staveb používaly dobové materiály, např. tér neboli dehet na střechy aj. S rozvojem výstavby sídlištního charakteru v Hlinsku ve 2. polovině 20. století začala postupná devastace staveb. Zbývajícím stavbám dokumentujících lidovou architekturu od poloviny 18. do poloviny 20. století hrozil reálně zánik. V roce 1987 bylo pracovníky památkové péče rozhodnuto o záchraně centrální části původní lokality.
Pracoviště Souboru lidových staveb Vysočina, tehdy součást Státního památkového ústavu v Pardubicích, v roce 1989 zajistilo potřebné práce a v roce 1990 bylo celkem 16 objektů prohlášeno za nemovitou kulturní památku. V následujících letech činnost pracovníků muzea směřovala k vyhlášení významné části urbanistického celku za památkovou rezervaci lidové architektury.
Památková rezervace byla vyhlášena Nařízením vlády ČR č. 127/1995 Sb. ze dne 24. května 1995, o prohlášení území ucelených částí vybraných měst a obcí s dochovanými soubory lidové architektury za památkové rezervace. Přibližně lze území vymezit, od sídla správy Souboru lidových staveb Vysočina (Příčná čp. 350), spojnicí mezi domy Příčná čp. 361 – Veleslavínova čp. 345 – Čelakovského čp. 182 (kulturní památka, konzervátorské dílny muzea) – Budovcovo nábřeží čp. 59 a podél pravého břehu řeky Chrudimky k ústí potoka Drachtinka a jeho levým břehem až na úroveň opět domu Příčná čp. 361. 

## Svobodné Hamry – vesnická památková zóna
V sídelní lokalitě objekt technického stavitelství s dochovanou technologií na vodní pohon u řeky Chrudimky, u vodního náhonu původně železářský hamr, doklad ručního zpracování nářadí pro zemědělce a řemeslníky, v objektu kovárna využívaná až do roku 1952. Pozůstatek většího celku tradiční železářské výroby v krajině Železných hor, později v místě dříve železářské pece stavba vodního mlýna (kolem roku 1750).
Rekonstrukce objektu s hamerskou dílnou a mlýnicí v letech 1976–1980, včetně technologického zařízení, hamerské kladivo, měch, brus, kovadlina, váha a drobné nářadí přenesené z bývalého vodního hamru (snad z roku 1827) v obci Věžovatá Pláně (okres Český Krumlov), krupník-holendr z bývalého mlýna Mezný v Kovářově u Seče (obec Bojanov) a složení jahelky z mlýna Bětník z Popovce (obec Řepníky).
Několik dalších památkově chráněných lidových staveb ve vesnické památkové zóně není ve správě muzea, také původně tvrz (v roce 1457 s názvem Odranec), přebudovaná na venkovský zámek v pseudobarokní úpravě (viz část Historie, původní sídlo Souboru lidových staveb Vysočina).

## Turistika

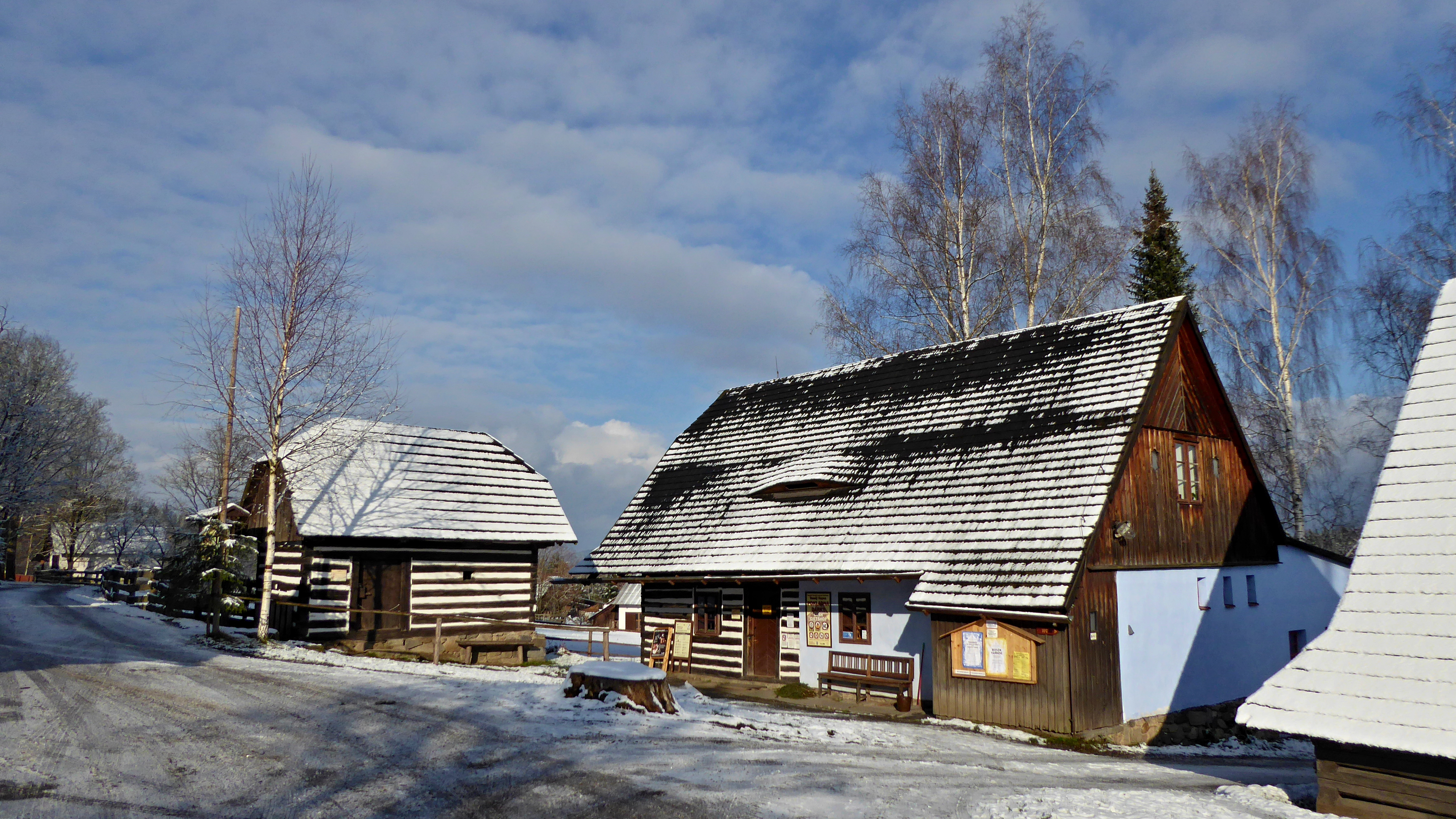
Malý objekt původní sýpky na obilí a kopie obytné části zemědělské usedlosti z Hlinecka u vstupu do expozice Veselý Kopec (výchozí místo a pokladna), veřejnou cestou vedena zelená turistická trasa Klubu českých turistů

Muzeum v přírodě Vysočina se nachází v severozápadní části Chráněné krajinné oblasti Žďárské vrchy, která ve svém výběžku od Hlinska k Trhové Kamenici překrývá část Sečské vrchoviny v pohoří Železných hor. Expozice leží ve dvou samostatných lokalitách, památková rezervace Betlém v centru města Hlinsko v Kameničské vrchovině na pravém břehu Chrudimky, muzeum v přírodě Veselý Kopec a vesnická památková zóna Svobodné Hamry v obci Vysočina ve Stružinecké pahorkatině na levém břehu řeky Chrudimky.
Expozice vesnice Veselý Kopec výhodně využívá východní až jihovýchodní svahy vyvýšeniny se zeměpisným jménem (oronymum) Na Veselém Kopci (578,5 m n. m.), se zachovalými částmi krajiny nad soutokem Dlouhého potoka s řekou Chrudimkou. Koryto řeky tvoří rozhraní mezi Stružineckou pahorkatinou na levém břehu a Kameničskou vrchovinou na pravém břehu.
Technické památky na vodní pohon jsou soustředěny v hlubokém údolí u Dlouhého potoka a další exponáty lidového stavitelství v poměrně prudkém svahu nad ním a také v táhlém východním svahu nad řekou Chrudimkou.
Do expozice Veselý Kopec jsou směrovány dvě turistické trasy Klubu českých turistů. Zeleně značená v úseku Hlinsko – Veselý Kopec – Trhová Kamenice a žlutá z Chlumu k rybníku Januš (též Jánuš) a na Veselý Kopec (rozcestník Pod Veselým Kopcem, zaústění do zeleně značené trasy).
Místa s expozicemi „muzea pod širým nebem” (v angličtině open-air museum) propojuje turistická trasa zeleně značená. Lokality (expozice) v obci Vysočina a v centru města Hlinsko uvedeny na turistické mapě Železné hory (mapový list č. 45 v měřítku 1:50 000) z edice Klubu českých turistů.

### Turistické trasy
Zeleně značená turistická trasa v úseku Hlinsko – Králova Pila (Milesimov) – Veselý Kopec – Dřevíkov – Svobodné hamry. Turistická trasa součástí naučné stezky Krajem Chrudimky a turistické cesty Františka Kavána, propojuje památkovou rezervaci Betlém v Hlinsku a expozici Veselý Kopec.

#### Průběh a zajímavosti na trase
V Hlinsku vedena okrajem památkové rezervace Betlém (rozcestník Hlinsko–Betlém), v blízkosti venkovský domek čp. 180 (pokladna, průvodce, prodej dárků), pokračuje k městskému muzeu a galerii a dál podél řeky Chrudimky, směr Kouty, Vítanov, Stan (Stanský mlýn s Francisovou turbínou, provoz obnoven v roce 2016, soukromý objekt) a Králova Pila (technická památka – mlýn a pila na vodní pohon, patří mezi první zachráněné kulturní památky koncem 60. let 20. století, nepřístupný soukromý objekt, viz část Historie).
Úvalem podél meandrující řeky Chrudimky (krajina na rozhraní Stružinecké pahorkatiny a Kameničské vrchoviny) směřuje trasa do lokality Veselý Kopec (rozcestník Pod Veselým Kopcem). Od rozcestníku trasa průchozí po hlavní cestě centrem expozice (kulturní památky přístupné jen se vstupenkou v návštěvní době).
Trasa z Veselého Kopce na Dřevíkov (památkově chráněné objekty) a Svobodné Hamry, s kulturními památkami vesnické památkové zóny, venkovský zámek (původní sídlo muzea v přírodě, s bohatou historií související v 19. století také s osobami Františka Palackého a Františka Ladislava Riegra), na trase také železný hamr s nálezem unikátního kusu surového železa z 18. století (tzv. housky, vzniklé po odpichu u dřevouhelné tavicí pece).
 Žlutě značená turistická trasa v úseku Veselý Kopec (odbočuje z trasy zeleně značené na okraji expozice, od rozcestníku Pod Veselým Kopcem směrem na Milesimov s autobusovou zastávkou). Expozice na levém břehu Dolního potoka přístupná pouze po zeleně značené turistické trase.
Na začátku v krátkém úseku vedena mírným svahem nad údolní nivou Dlouhého potoka, po pravém břehu, z trasy částečně viditelné exponáty technických staveb na vodní pohon umístěné na levém břehu potoka. Vodní obilní mlýn na místě původního mlýna shodného typu, vodní olejna, pila a stupník na tříslo (drcenou smrkovou nebo dubovou kůru pro potřebu koželuhů k tzv. vydělávání kůží). Na levém břehu Dlouhého potoka ve svahu pod vyvýšeninou „Na Veselém kopci” obnoven v délce 500 m náhon (společný pro více technických památek), přivádějící vodu na vodní kolo v expozici (vodní pila a mlýn).